# 44. Festiwal Polskich Filmów Fabularnych w Gdyni
44. Festiwal Polskich Filmów Fabularnych w Gdyni odbył się w dniach 16–21 września 2019. „Złote Lwy”, główną nagrodę festiwalu, zdobył film Obywatel Jones w reżyserii Agnieszki Holland. „Platynowe Lwy” za całokształt twórczości odebrał Krzysztof Zanussi.
Gala laureatów festiwalu odbyła się w Teatrze Muzycznym w Gdyni. Gali akompaniowała orkiestra Kukla Band pod dyrekcją Zygmunta Kukli.

## Repertuar
Źródło: oficjalna strona festiwalu

### Konkurs główny
1. Boże Ciało – reż. Jan Komasa
2. Ciemno, prawie noc – reż Borys Lankosz
3. Czarny mercedes – reż. Janusz Majewski
4. Dolina Bogów – reż. Lech Majewski
5. Ikar. Legenda Mietka Kosza – reż. Maciej Pieprzyca
6. Interior – reż. Marek Lechki
7. Kurier – reż. Władysław Pasikowski
8. Legiony – reż. Dariusz Gajewski
9. Mowa ptaków – reż. Xawery Żuławski
10. Obywatel Jones – reż. Agnieszka Holland
11. Pan T. – reż. Marcin Krzyształowicz
12. Piłsudski – reż. Michał Rosa
13. Proceder – reż. Michał Węgrzyn
14. Słodki koniec dnia – reż. Jacek Borcuch
15. Solid Gold – reż. Jacek Bromski
16. Supernova – reż. Bartosz Kruhlik
17. Ukryta gra – reż. Łukasz Kośmicki
18. Wszystko dla mojej matki – reż. Małgorzata Imielska
19. Żelazny most – reż. Monika Jordan-Młodzianowska

### Konkurs Filmów Krótkometrażowych
1. Bajka na niespokojny sen – reż. Nawojka Wierzbowska
2. Brzuch straszliwej maszyny, wykrwawiającej się na śmierć – reż. Marek Ułan-Szymański
3. Dog Days – reż. Zuzanna Grajcewicz
4. Egzamin – reż. Bartosz Paduch
5. Fikołek – reż. Milena Dutkowska
6. Głosy – reż. Tomasz Cichoń
7. Grzesznica – reż. Karolina Porcari
8. Home Sweet Home – reż. Agata Puszcz
9. Jaskinia Żółwi – reż. Klaudia Folga
10. Jestem tutaj – reż. Agata Minowska
11. Krzyżówka – reż. Jan Bujnowski
12. Marcel – reż. Marcin Mikulski
13. Me Voy – reż. Sara Bustamante-Drozdek
14. Miłość – reż. Michał Ciechomski
15. Moje serce – reż. Damian Kocur
16. Nie moja bajka – reż. Zuzanna Karpińska
17. Nie zmieniaj tematu – reż. Hubert Patynowski
18. Okno z widokiem na ścianę – reż. Kobas Laksa
19. Piołun – reż. Maria Ornaf
20. Pustostan – reż. Agata Trzebuchowska
21. Restart – reż. Julian Tałandziewicz
22. Rykoszety – reż. Jakub Radej
23. Skóra – reż. Mateusz Znaniecki
24. Tak jest dobrze – reż. Marcin Sauter
25. Ticket – reż. Nikita Tanadzhy
26. Ukąszenie – reż. Helena Oborska
27. We mnie – reż. Maria Wider

## Skład Jury
Źródło: FilmPolski.pl

### Jury Konkursu Głównego
Źródło: oficjalna strona festiwalu
- Maciej Wojtyszko – przewodniczący jury
- Ewa Braun
- Bożena Dykiel
- Piotr Dzięcioł
- Paweł Laskowski
- Ilona Łepkowska
- Maria Sadowska
- Nikodem Wołk-Łaniewski
- Jerzy Zieliński

### Jury Konkursu Filmów Krótkometrażowych
Źródło: oficjalna strona festiwalu
- Kinga Dębska – przewodnicząca jury
- Natalia Grzegorzek
- Katarzyna Klimkiewicz

### Jury Młodych
Źródło: oficjalna strona festiwalu
- Julia Palmowa
- Maciej Kędziora
- Marta Anna Matlak

### Jury Polskiej Federacji Dyskusyjnych Klubów Filmowych
Źródło: oficjalna strona festiwalu
- Katarzyna Hardej
- Maksymilian Marszałek
- Waldemar Wilk

## Werdykt
Źródło: portal Onet.pl

### Konkurs Główny
- Wielka Nagroda „Złote Lwy” dla najlepszego filmu – reżyser Agnieszka Holland oraz producenci Andrea Chalupa, Klaudia Śmieja-Roztworowska i Stanisław Dziedzic za film Obywatel Jones
- Nagroda „Srebrne Lwy” – reżyser Maciej Pieprzyca oraz producentki Renata Czarnkowska-Listoś i Maria Gołoś za film Ikar. Legenda Mietka Kosza
- Nagroda Specjalna Jury – reżyser Łukasz Kośmicki za film Ukryta gra
- Najlepsza reżyseria – Jan Komasa za film Boże Ciało
- Najlepszy scenariusz – Mateusz Pacewicz za film Boże Ciało
- Najlepszy debiut reżyserski – Bartosz Kruhlik za film Supernova
- Debiut aktorski: Zosia Domalik za film Wszystko dla mojej matki
- Najlepsza główna rola kobieca – Magdalena Boczarska za film Piłsudski
- Najlepsza główna rola męska – Dawid Ogrodnik za film Ikar. Legenda Mietka Kosza
- Najlepsze zdjęcia – Witold Płóciennik za film Ikar. Legenda Mietka Kosza
- Najlepsza muzyka – Leszek Możdżer za film Ikar. Legenda Mietka Kosza
- Najlepszy dźwięk – Jarosław Czernichowski, Marcin Jachyra, Oliwier Synkowski i Marcin Lenarczyk za film Interior
- Najlepszy montaż – Krzysztof Arszennik, Robert Gryka i Wolfgang Weigl za film Ukryta gra
- Najlepsza charakteryzacja – Jolanta Dańda za film Ikar. Legenda Mietka Kosza
- Najlepsze kostiumy – Agata Culak za film Ikar. Legenda Mietka Kosza
- Najlepsza scenografia – Grzegorz Piątkowski za film Obywatel Jones
- Najlepsza drugoplanowa rola kobieca – Eliza Rycembel za film Boże Ciało
- Najlepsza drugoplanowa rola męska – Sebastian Stankiewicz za film Pan T.

### Nagrody pozakonkursowe
- „Platynowe Lwy” za całokształt twórczości – Krzysztof Zanussi
- Nagroda im. Lucjana Bokińca dla Najlepszego Filmu w Konkursie Filmów Krótkometrażowych – Hubert Patynowski za film Nie zmieniaj tematu
- Nagroda Publiczności – Jan Komasa za film Boże Ciało